# Ҽ
Ҽ, ҽ — кирилична літера, утворена від латинської C. Використовується в абхазькій абетці, де займає 13-ту позицію. Позначає приголосний глухий ретрофлексний африкат /ʈʂ/. 
В латиниці цю букву передають як č, ċ, ç̄ або ćh, в грузинському варіанті — як ჩə.